# Hays Place
Hays Place – obszar niemunicypalny w Mendocino County, w Kalifornii (Stany Zjednoczone), na wysokości 957 m.